# Nó de moringa

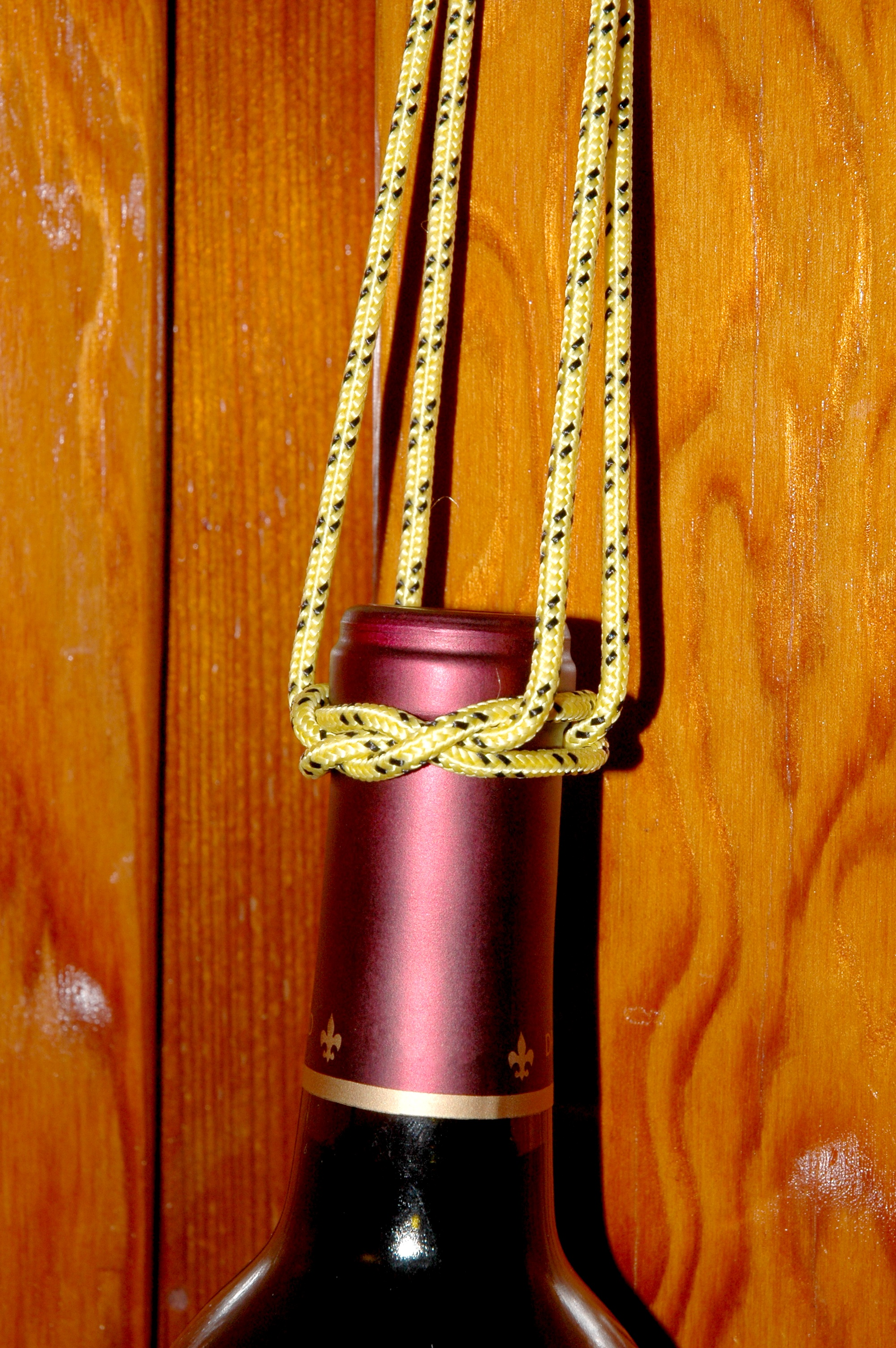
Nó de Moringa

Nó de boca de botija é um nó bonito e útil. Serve para dependurar vasilhas, cantis ou qualquer peça com gargalo.

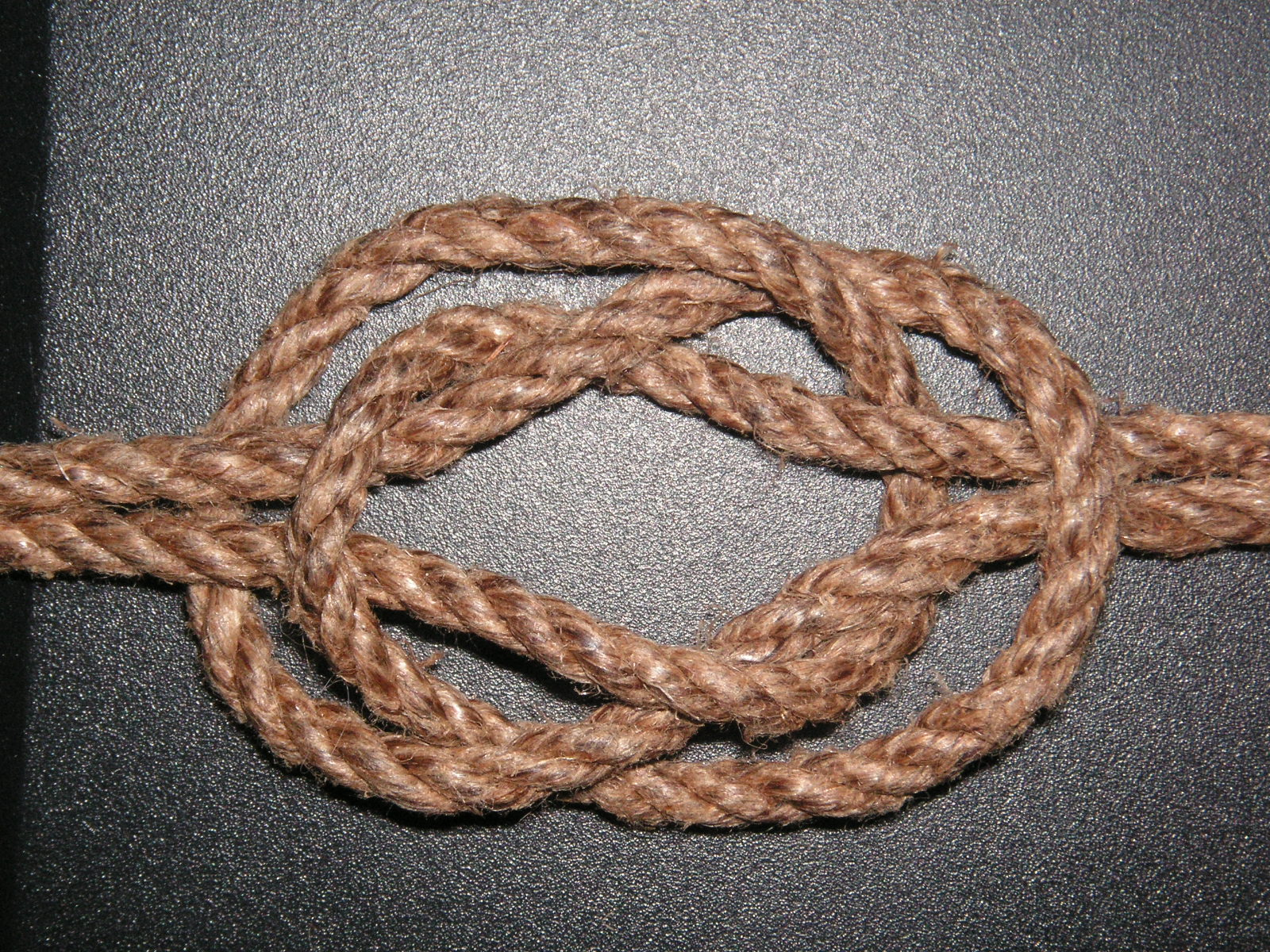
Nó de Moringa ou Boca da Botija